# Ousmane Bangoura
Ousmane Bangoura (Conakri, Guinea, 1 de diciembre de 1979) es un exfutbolista y entrenador de fútbol de Guinea que jugaba en la posición de delantero centro.

## Carrera

### Club
| Periodo   | Club               |
| --------- | ------------------ |
| 1996-1997 | Étoile de Guinée   |
| 1997-2004 | Niort              |
| 2004-2006 | Royal Charleroi SC |
| 2006      | Shenyang Ginde     |

### Selección nacional
A nivel de selecciones menores jugó en la Copa Mundial de Fútbol Sub-17 de 1995 en Ecuador en los tres partidos donde anotó un gol en la victoria por 3-2 ante Portugal. Con Guinea jugó en siete ocasiones de 2004 a 2006 y anotó cinco goles, dos de ellos en la Copa Africana de Naciones 2006.

### Entrenador
| Periodo   | Club                 |
| --------- | -------------------- |
| 2009-2014 | FC Chauray U19       |
| 2014-2015 | FC Chauray B         |
| 2015-2017 | RC Parthenay         |
| 2017-2018 | Champdeniers Pamplie |

## Logros
- Goleador del Campeonato Juvenil Africano de 1999.